# Cerkiew Wniebowstąpienia Pańskiego w Gładyszowie

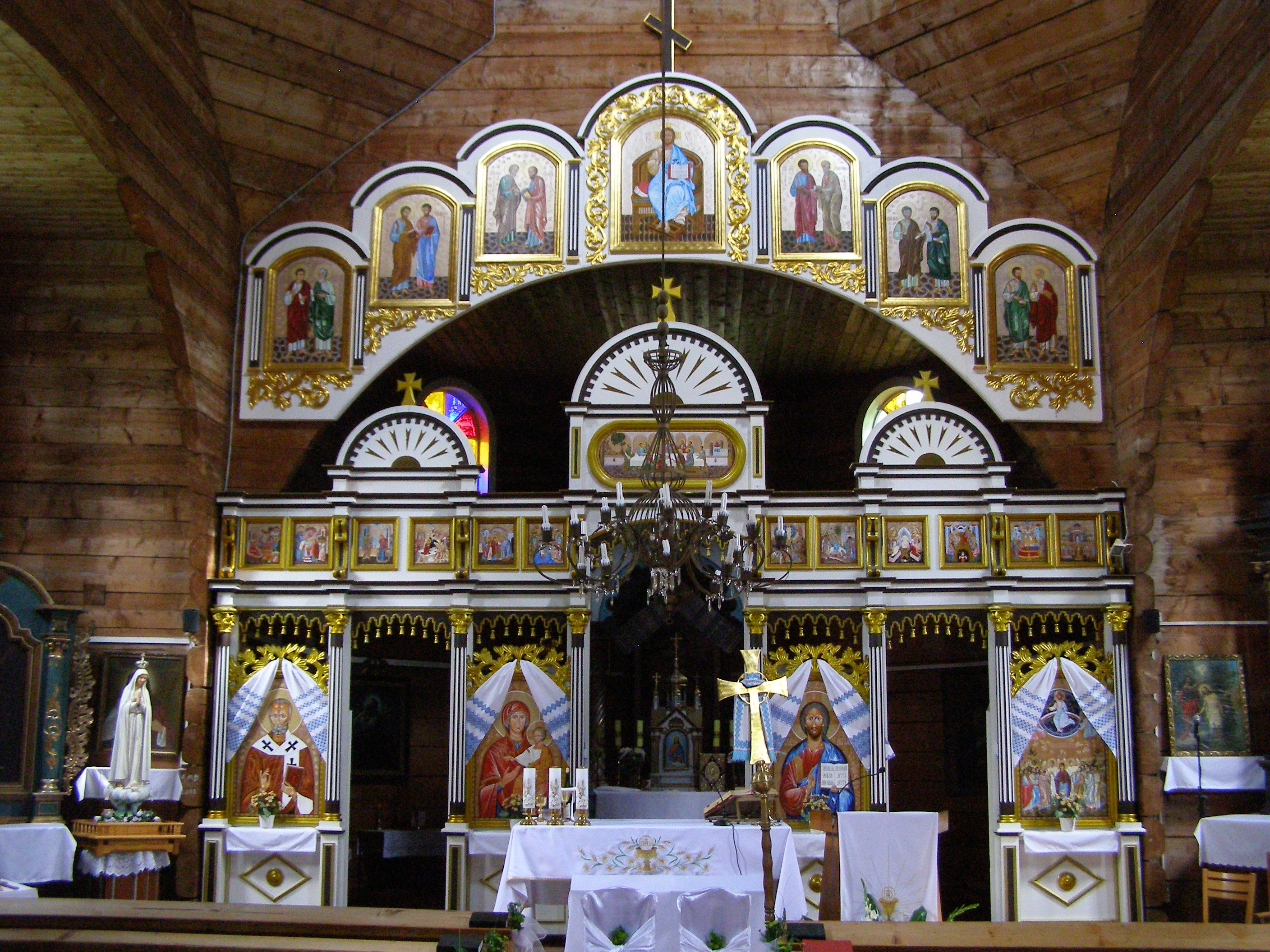
Ikonostas

Cerkiew Wniebowstąpienia Pańskiego w Gładyszowie – świątynia greckokatolicka zlokalizowana w miejscowości Gładyszów, w gminie Uście Gorlickie, powiecie gorlickim, na południowym wschodzie województwa małopolskiego. Obiekt znajduje się na Szlaku Architektury Drewnianej w województwie małopolskim.

## Historia
Świątynia została wzniesiona w latach 1938–1939 (według niektórych źródeł budowa zakończona została w 1940) przez huculskich cieśli. Po wysiedleniu ludności łemkowskiej (1947) z tych terenów, cerkiew stała się własnością państwa i do 1985 była użytkowana przez miejscową parafię rzymskokatolicką. Wtedy też reaktywowano parafię greckokatolicką, która działa do dziś.

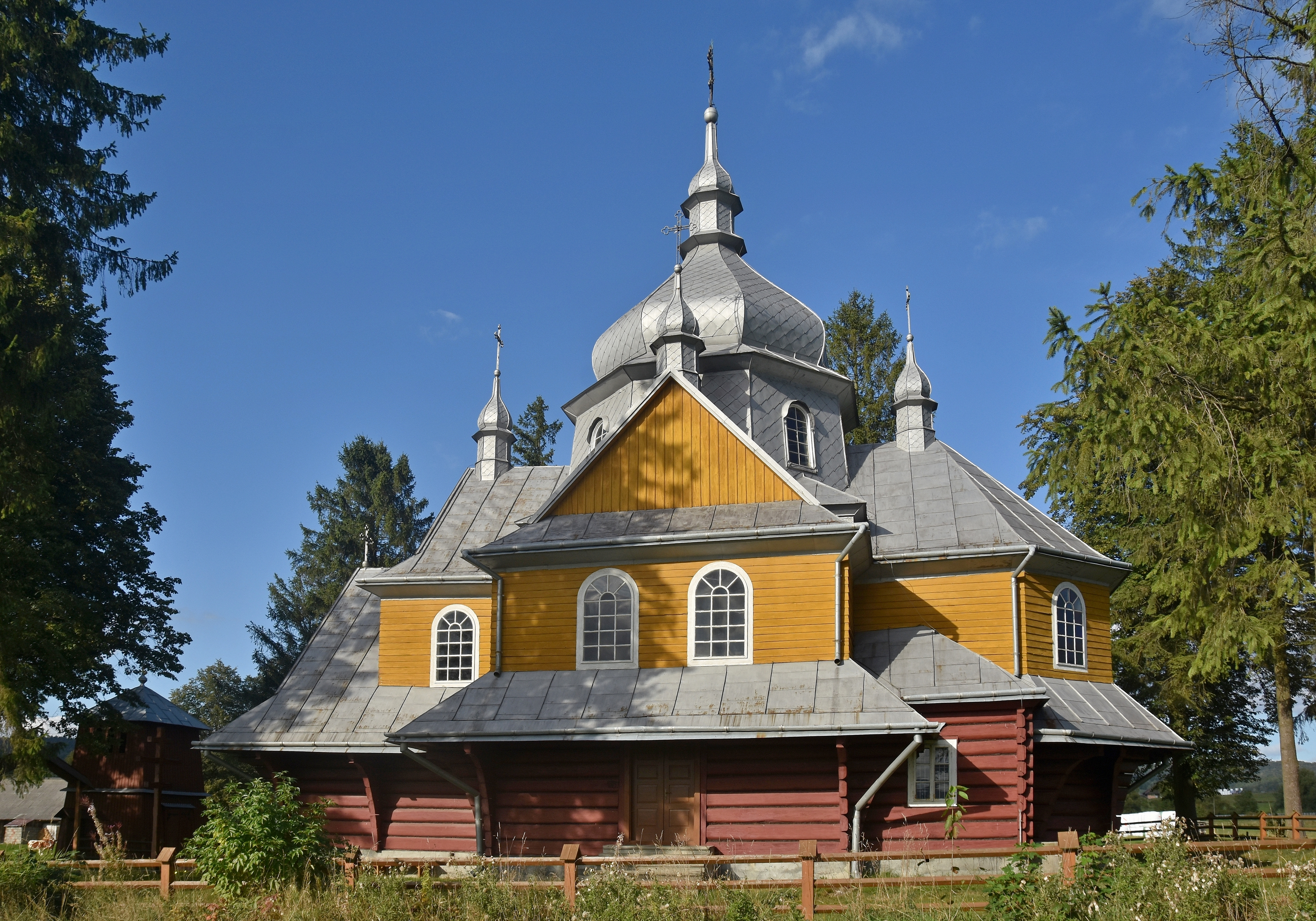
Elewacja południowa
Dzwonnica
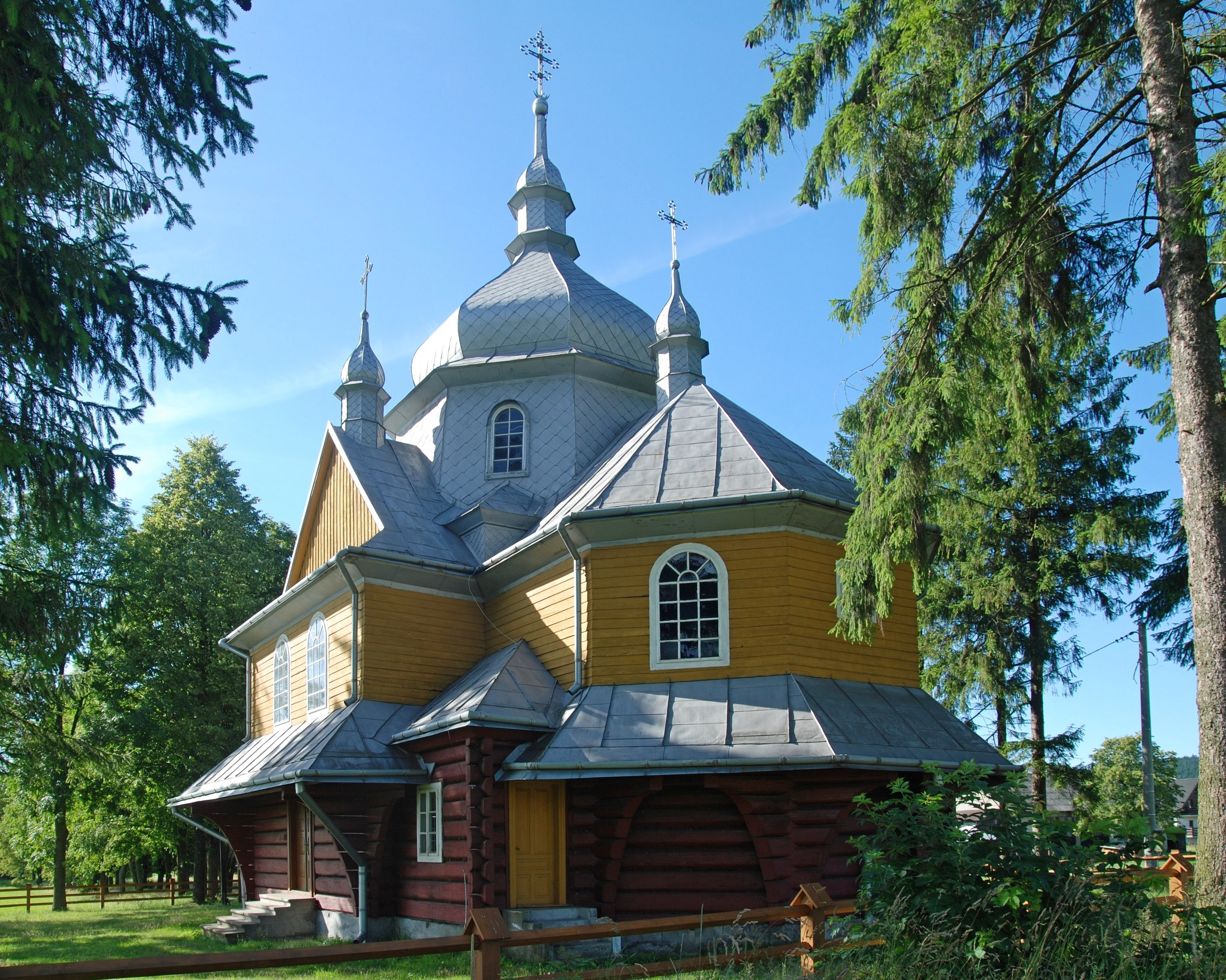
Widok od prezbiterium

Cerkiew Wniebowstąpienia Pańskiego zbudowano na planie krzyża greckiego. Z powodu wybuchu II wojny światowej, nie zdążono wykonać ikonostasu w świątyni. Cerkiew posiada ikonostas od 2006 roku, zaś w 2022 powstała polichromia figuralno-ornamentalna, którą w 2019 zaprojektowali Alina Hrubeć i Iwan Panas, studenci Lwowskiej Narodowej Akademii Sztuki. Wyposażenie stanowią także trzy ołtarze: główny z tabernakulum oraz dwa boczne z 2. poł. XVIII w., na których widnieją dwie ikony, przedstawiające Ukrzyżowanie Chrystusa oraz Matkę Boską z Dzieciątkiem.